# Calluga macella
Calluga macella là một loài bướm đêm trong họ Geometridae.